# Ancienne abbaye Notre-Dame de l'Assomption
L'ancienne abbaye Notre-Dame de l'Assomption est une église située à Montsalvy dans le Cantal. Il s'agit du principal édifice religieux du village, étant aussi le siège de la paroisse.

## Histoire
Originellement, un premier corps de bâtiment fut construit au XIe siècle selon les souhaits de Saint Gausbert. Le monastère s'élevait au sud de l'église, autour de l'actuelle place du cloître - aujourd'hui disparu -, qui était fermée par la salle capitulaire et un logis à l'est, et le réfectoire des moines au sud. Du corps de logis à l'ouest ne subsiste plus que le bâtiment du presbytère. 
Les anciens bâtiments sont inscrites au titre des monuments historiques par arrêté du 11 juillet 1942 ; l'église, la salle capitulaire et le réfectoire sont classés par arrêté du 26 mars 1982.

## Description
L'église est un édifice de style roman comportant une nef, deux bas-côtés, un transept, et trois absidioles. L'extérieur fut remanié au XVIIe siècle.
L'édifice comporte notamment comme éléments remarquables une salle du trésor d'art culturel cantonal et un christ juponné en bois.